# Liste des canaux des Pays-Bas

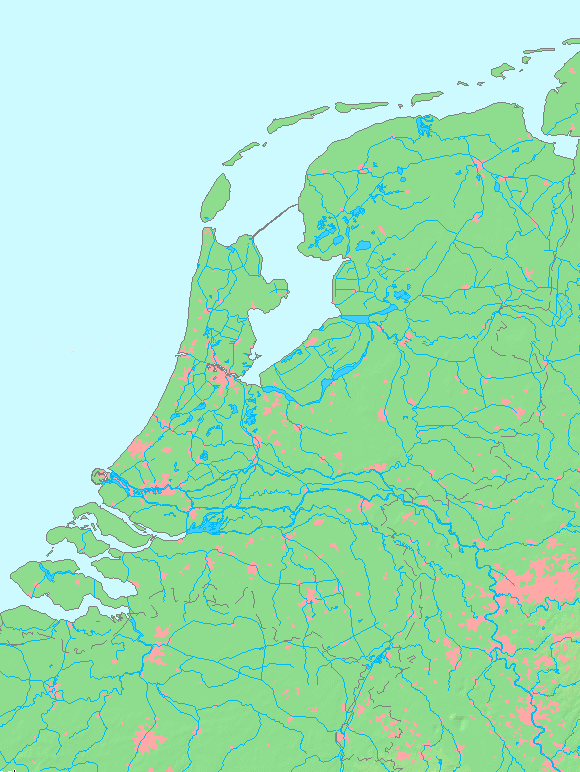
Carte hydraulique des Pays-Bas.

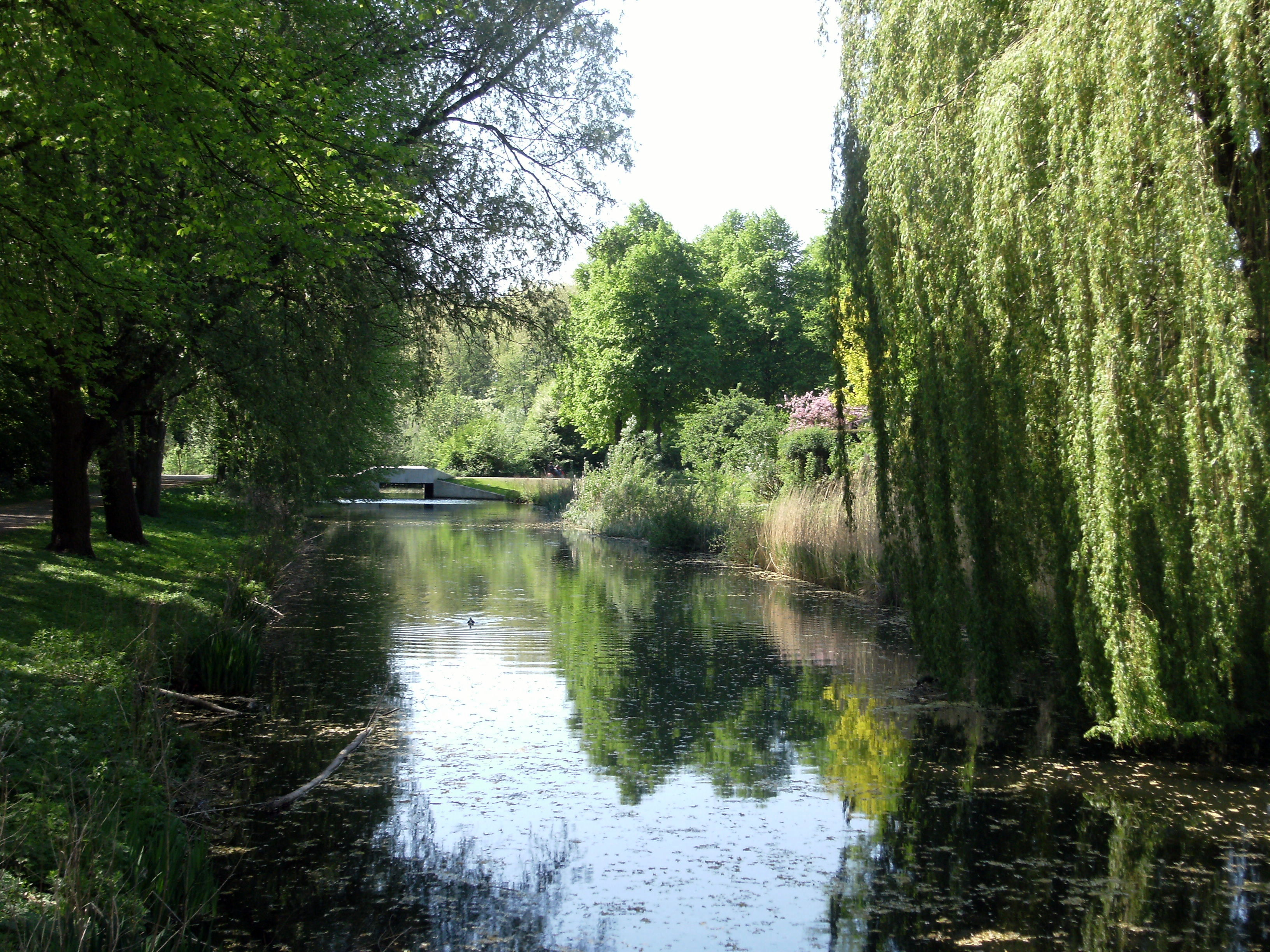
Petit canal au bord de la Cornelis Lelylaan, dans les environs d'Amsterdam.

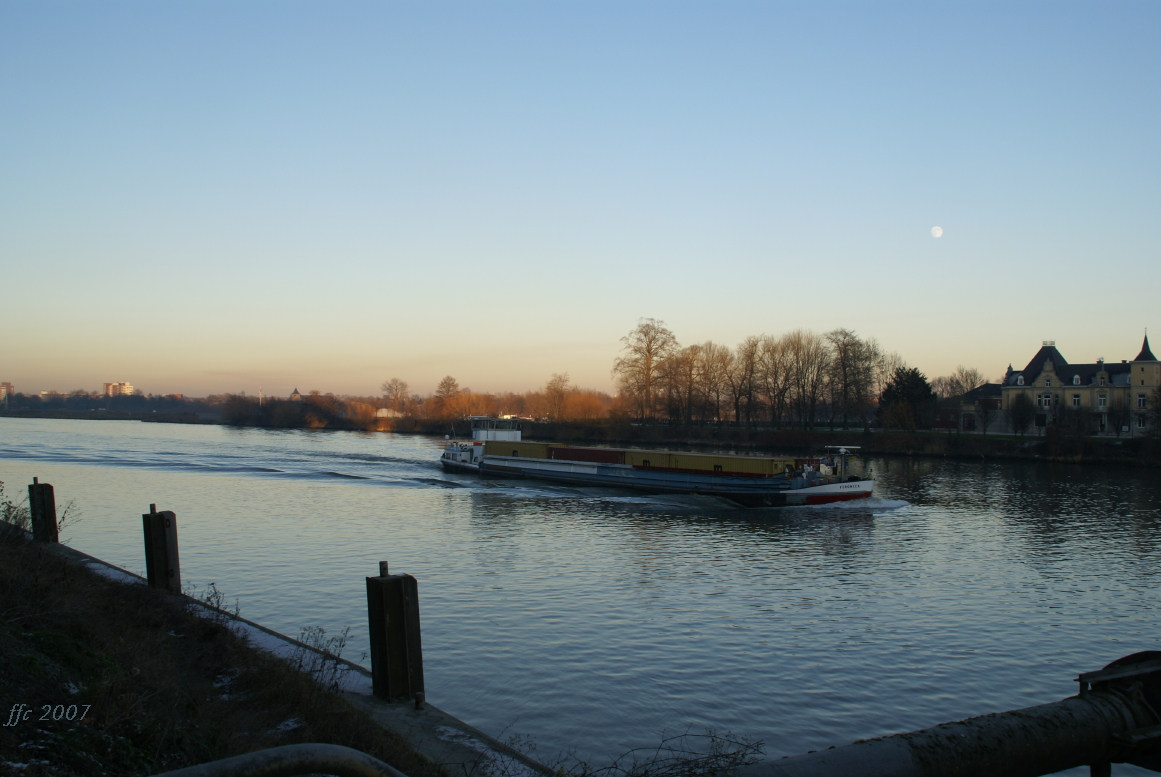
Kanaal Ternaaien.

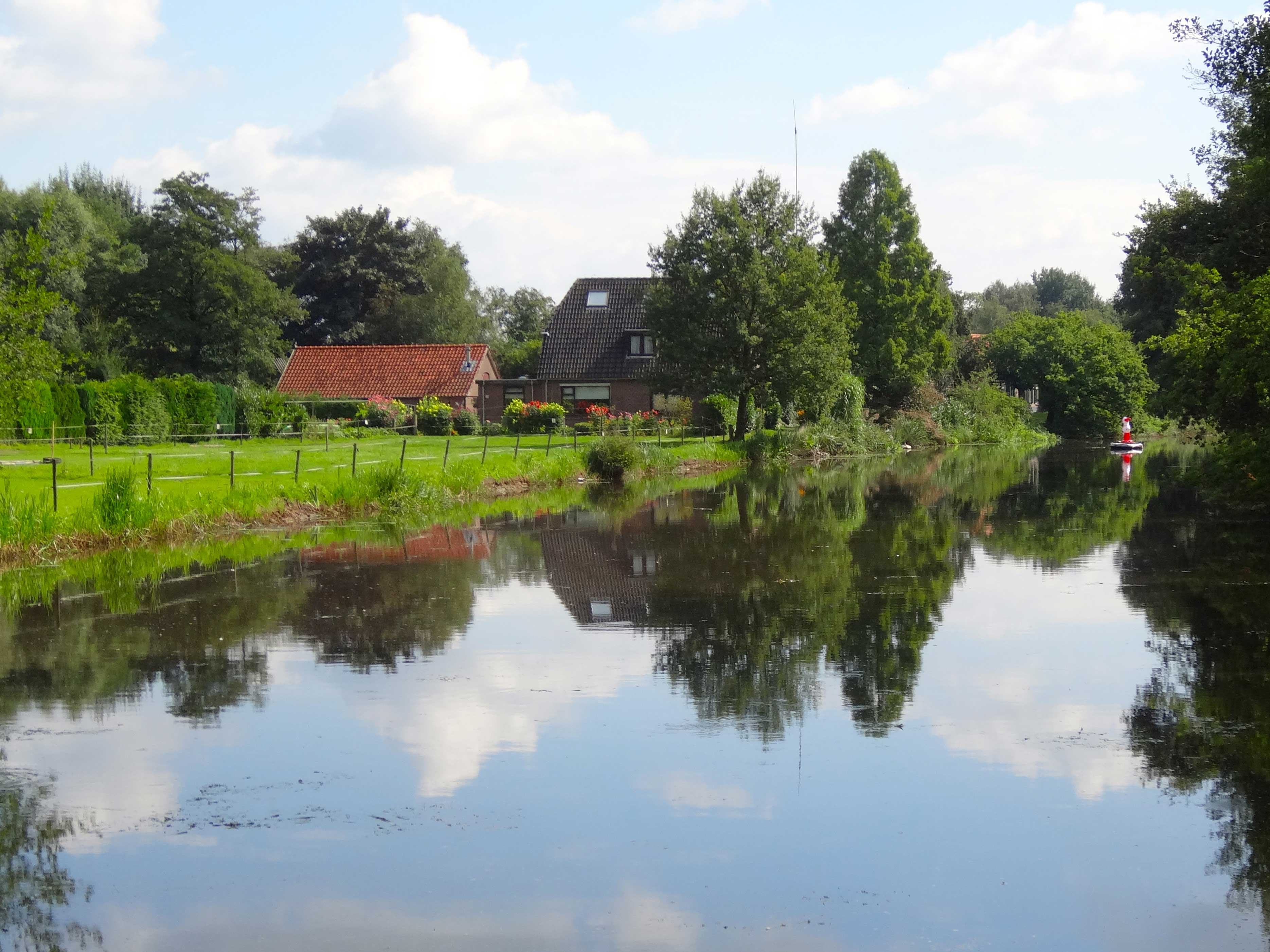
LOverijssels Kanaal.

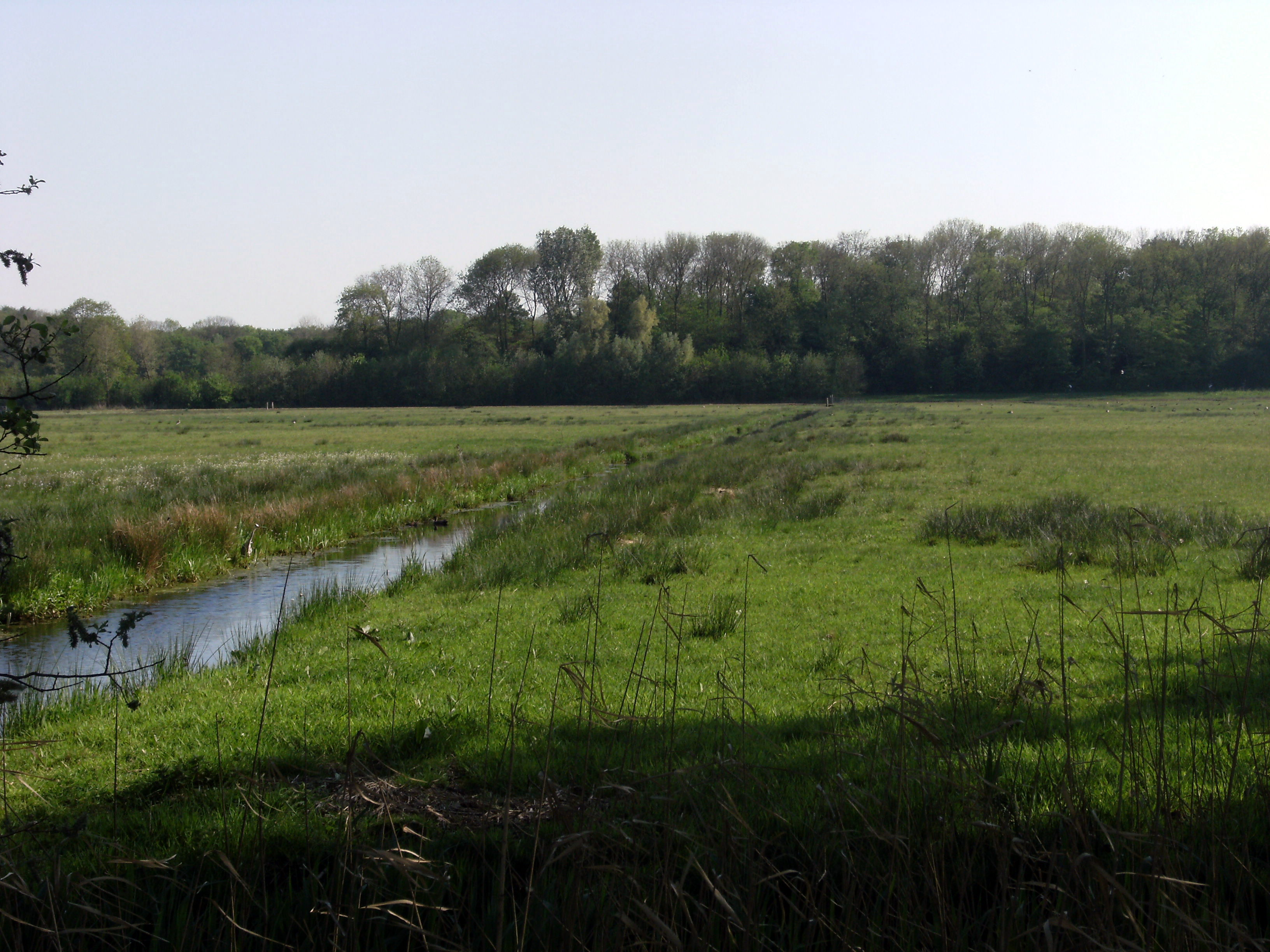
Canal non-navigable de l'Amsterdamse Bos.

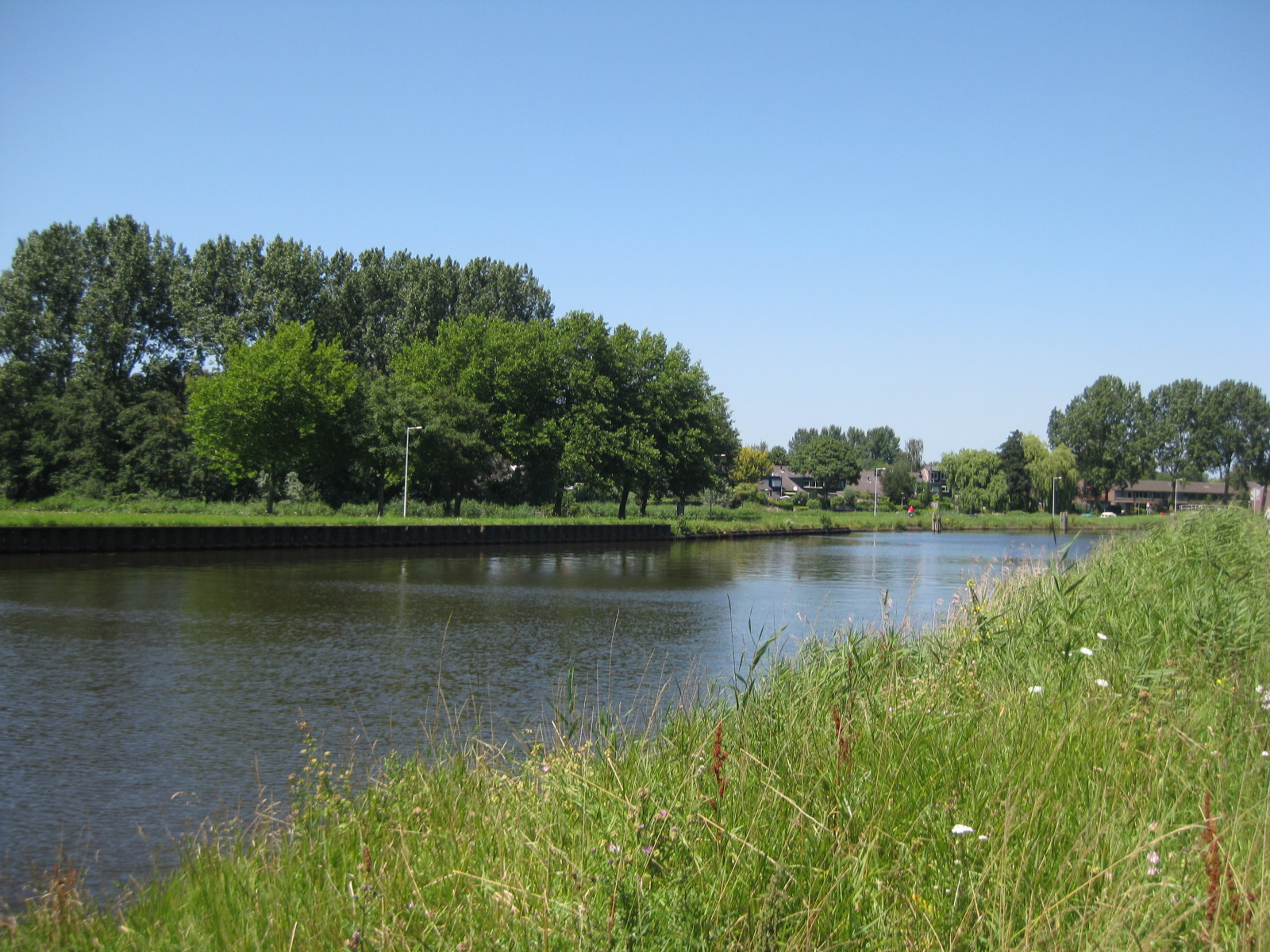
Noordhollandsch Kanaal.

Cet article liste les canaux des Pays-Bas.
| - Canal de l'Aar (Aarkanaal) - Aduarderdiep - Canal de l'Amstel au Drecht (Amstel-Drechtkanaal) - Canal d'Amsterdam au Rhin (Amsterdam-Rijnkanaal) - Canal d'Almelo à De Haandrik (Kanaal Almelo-De Haandrik) - Canal d'Almelo à Nordhorn (Kanaal Almelo-Nordhorn) - Canal d'Apeldoorn (Apeldoorns Kanaal) - Arembergergracht - Canal Beatrix (Beatrixkanaal) - Canal de Beer (Beerkanaal) - Beilervaart - Canal de Beukers à Steenwijk (Kanaal Beukers-Steenwijk) - Bisschop Davidsgrift - Bladderswijk - Boezem - Canal d'évacuation de Bois-le-Duc à Drongelen (Afwateringskanaal 's-Hertogenbosch-Drongelen) - Borgerzijtak - Boterdiep - Canal de Buinen à Schoonoord (Kanaal Buinen-Schoonoord) - Burgemeester Delenkanaal - Canal de Bijland (Bijlandsch Kanaal) - Canal Caland - (Calandkanaal) - Canal de Coevorden à Piccardie (Coevorden-Piccardiekanaal) - Canal de Coevorden à la Vecht (Coevorden-Vechtkanaal) - Damsterdiep - Dedemsvaart - Delf - Delfshavense Schie - Canal de Deurne (Kanaal van Deurne) - Canal de la Dieze (Diezekanaal) - Dokkumerdiep - Canal Dommers (Dommerskanaal) - Drentsche Hoofdvaart - Dubbele Wiericke - Dwarsdiep - Canal d'Eindhoven (Eindhovens Kanaal) - Canal de l'Ems (Eemskanaal) - Engelenfeart - Enkele Wiericke - Canal de l'Escaut au Rhin (Schelde-Rijnkanaal) - Canal de Flardingue (Vlaardingervaart) - Frjentsjerter Feart - Gaag - Canal Gand-Terneuzen (Kanaal Gent-Terneuzen) - Canal de la Gouwe (Gouwekanaal) - Grevelingskanaal - Haarlemmertrekvaart - Canal Van Harinxma (Van Harinxmakanaal) - Canal Hartel (Hartelkanaal) - Hearresleat - Canal de Heerenveen (Hearrenfeanster Kanaal) - Heimanswetering - Helenavaart - Canal Henriëttewaard (Kanaal Henriëttewaard) - Hertogswetering - Canal de Heusden (Heusdensch Kanaal) - Hoendiep - Hoerediep - Canal de la Hollande-Septentrionale (Noordhollandsch Kanaal) - Hoofdvaart, situé au sud de Dedemsvaart - Hoofdvaart, situé dans le Haarlemmermeer - Hoogeveense Vaart - Hoornsevaart - Canal de Hunsingo (Hunsingokanaal) - Canal Isabelle (Isabellakanaal) - Canal Juliana (Julianakanaal) - Kalenbergergracht - Keulse Vaart - Kielsterdiep - Kromme Raken - Canal de Lanaye (Kanaal van Ternaaien) - Lange Wijk - Leekster Hoofddiep - Leidsevaart - Canal du Lek (Lekkanaal) - Lemstervaart - Lettelberterdiep - Lindt - Canal Linthorst Homan (Linthorst Homankanaal) - Lutterhoofdwijk - Canal du Mark (Markkanaal) - Canal du Mark au Vliet (Mark-Vlietkanaal) - Markervaart - Meedenerdiep - Canal de la Merwede - Meppelerdiep - Canal de la Mer du Nord (Noordzeekanaal) - Canal latéral à la Meuse (Lateraalkanaal) - Canal de la Meuse au Waal (Maas-Waalkanaal) - Montfoortse Vaart - Muidertrekvaart - Muntendammerdiep - Canal du Mussel-Aa (Mussel-Aa-Kanaal) - Musselkanaal - Naardertrekvaart - Nieuwe Diep - Nieuwe Waterweg - Noordvliet - Noord-Willemskanaal - Noorderkanaal (Rotterdam) - Grand Canal du Nord (Noordervaart) - Norgervaart - Nouvelle Vecht (Nieuwe Vecht) - Odoornerzijtak - Canal d'Oegstgeest (Oegstgeesterkanaal) - Oldehoofskanaal - Canal d'Ommen (Ommerkanaal) - Opdiep - Opsterlânske Kompanjonsfeart - Canal d'Oranje (Oranjekanaal) - Oude Zederik - Canal d'Overijssel (Overijssels Kanaal) - Canal de Pannerden (Pannerdensch Kanaal) - Pekelderdiep - Pier Christiaanssleat - Canal de la Princesse Margriet (Prinses Margrietkanaal) - Poldervaart - Ringvaart - Canal du Rhin à la Schie (Rijn-Schiekanaal) - Roode Vaart - Rotterdamse Schie - Canal du Ruiten-Aa (Ruiten-Aa-Kanaal) - Canal de Schagen à Kolhorn (Kanaal Schagen-Kolhorn) - Canal de la Schie à la Schie (Schie-Schiekanaal) - Schuitendiep - Canal de Saint-André (Sint-Andrieskanaal) - Skoatterlânske Kompanjonsfeart - Smildervaart - Snitser Trekfeart - Stadskanaal - Canal Van Starkenborgh (Van Starkenborghkanaal) - Canal de Steenenhoek (Kanaal van Steenenhoek) - Canal de Steenwijk à Ossenzijl (Kanaal Steenwijk-Ossenzijl) - Steenwijkerdiep - Canal de Sterksel (Sterksels Kanaal) - Canal Stieltjes (Stieltjeskanaal) - Canal de Stolpen à Schagen (Kanaal Stolpen-Schagen) - Strobosser Trekfeart - Swette - Ter Apelkanaal - Termunterzijldiep - Canal de Tienhoven (Tienhovensch Kanaal) - Canal de la Twente (Twentekanaal) - Trekvaart Haarlem-Leiden - Canal B.L. Tijdens (B.L. Tijdenskanaal) - Uitwateringskanaal - Valleikanaal - Canal de la VAM (VAM-kanaal) - Canal de Veendam à Musselkanaal (Kanaal Veendam-Musselkanaal) - Veendiep - Voedingskanaal - Canal de Vollenhove (Vollenhoverkanaal) - Canal de Voorne (Kanaal door Voorne) - Canal de Walcheren (Kanaal door Walcheren) - Canal de Weerdinge (Weerdingerkanaal) - Canal de Wessem à Nederweert (Kanaal Wessem-Nederweert) - Westerbeeksloot - Canal A.G. Wildervanck (A.G. Wildervanckkanaal) - Canal Wilhelmine (Wilhelminakanaal) - Willemsvaart - Winschoterdiep - Winsumerdiep - Witte Wijk - Wolddiep - Woudwetering - Canal de Zuid-Beveland (Kanaal door Zuid-Beveland) - Zuid-Willemsvaart - Canal de Zwolle à l'IJssel (Zwolle-IJsselkanaal) - Zuidwending - Zijkanaal A - Zijkanaal B - Zijkanaal C - Zijkanaal D |